# رایونیر
رایونیر (انگلیسی: Rayonier) شرکت املاک آمریکایی است، که در سال ۱۹۲۶ تأسیس شد.